# Lo Leberaubre
Lo Leberaubre és una revista occitana en versió llemosina consagrada a la poesia animista i pagana, als contes moderns i a les novel·les fantàstiques. Això es deu al fet que els seus editors consideren que el Llemosí és més proper a la cultura cèltica que no pas a la germànica o a la llatina. El nom de la publicació és una combinació dels mots aubre (arbre) i leberon (home-llop)
El primer nombre va aparèixer el 1975 i s'edita a Agonac (Dordonya). La seva aparició és esporàdica, ja que depèn de la disponibilitat dels seus editors, que són els cantants i escriptors Jan Dau Melhau, Marcela Delpastre i Micheu Chapduelh., però és tot un referent en la literatura occitana al Llemosí.